# Peugeot 406
Peugeot 406 – samochód osobowy klasy średniej produkowany przez francuską markę Peugeot w latach 1995 – 2004.

## Historia modelu

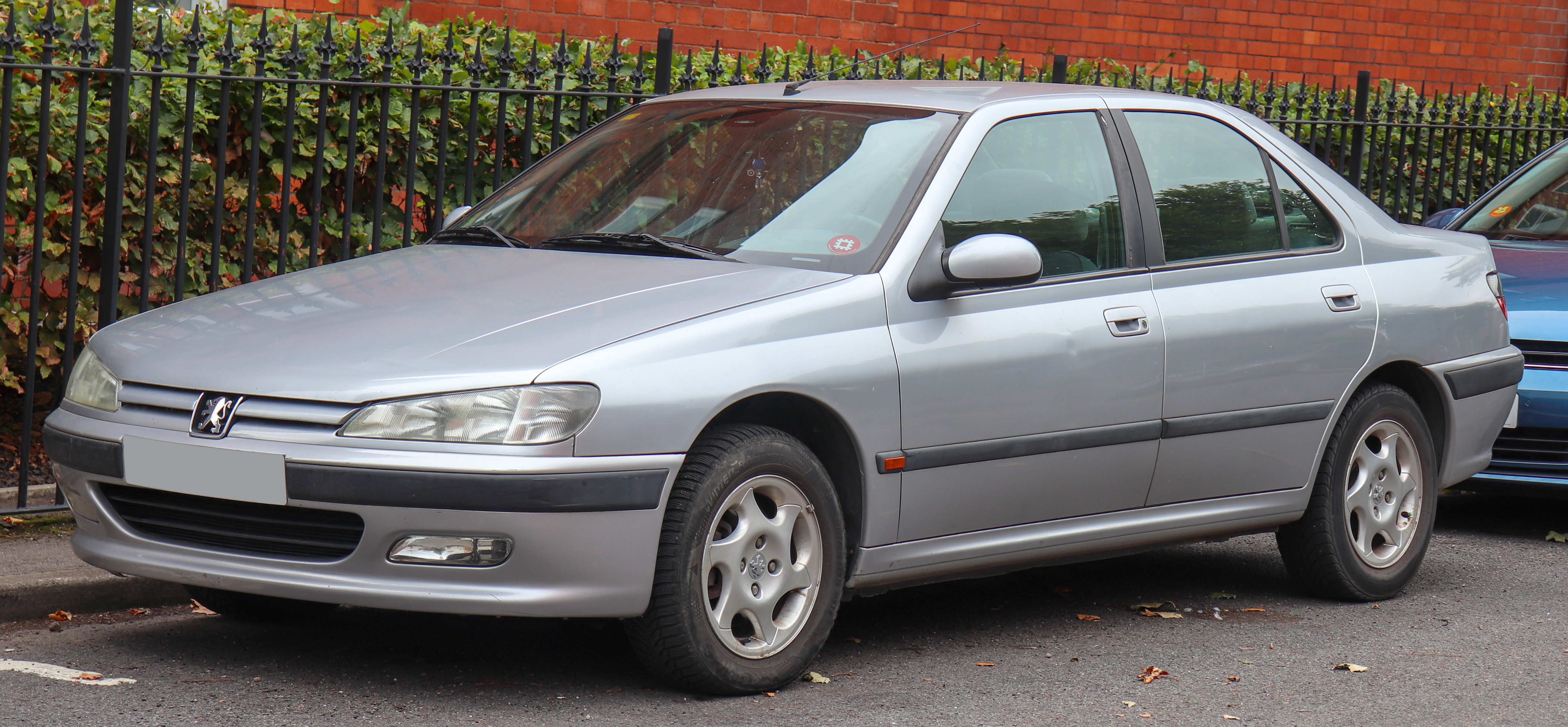
Peugeot 406 przed liftingiem

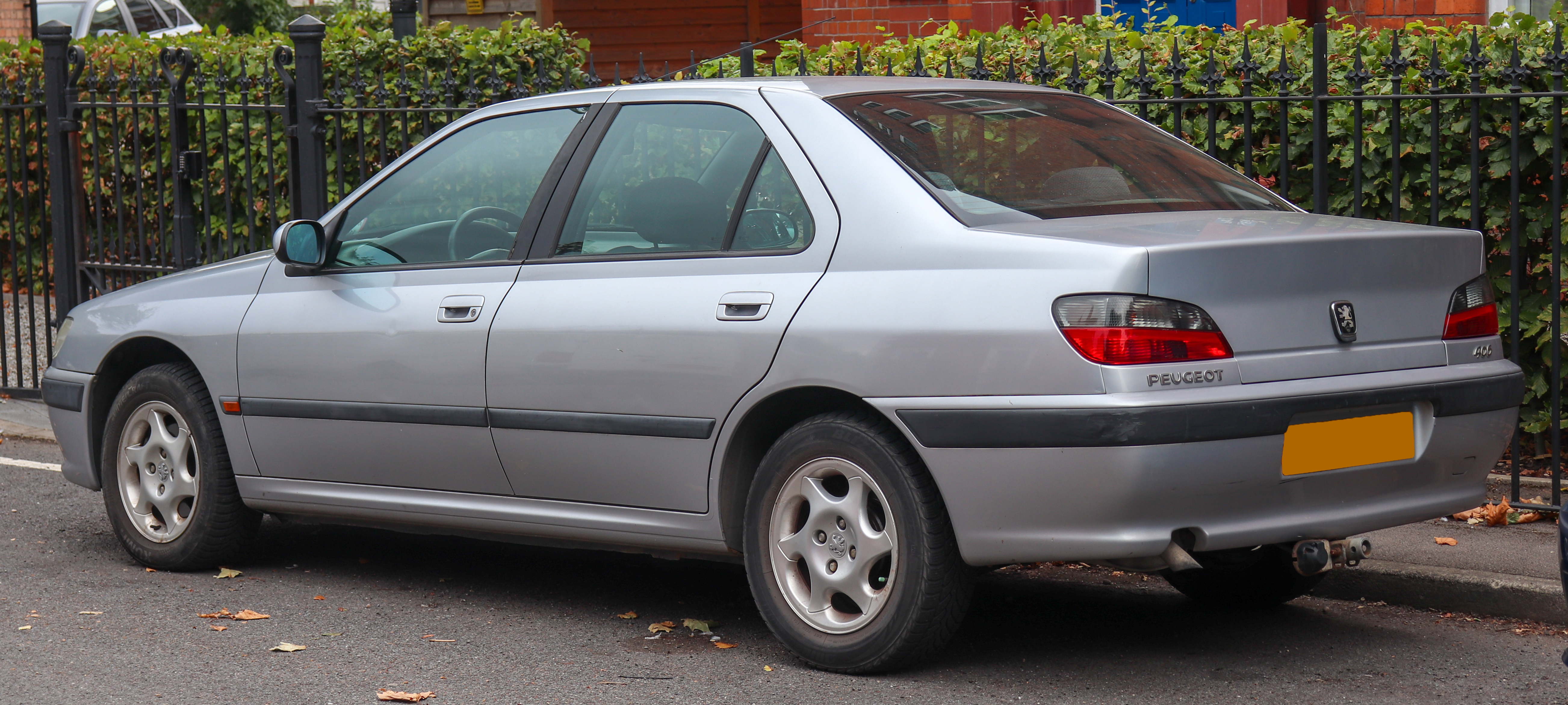
Peugeot 406 – tył

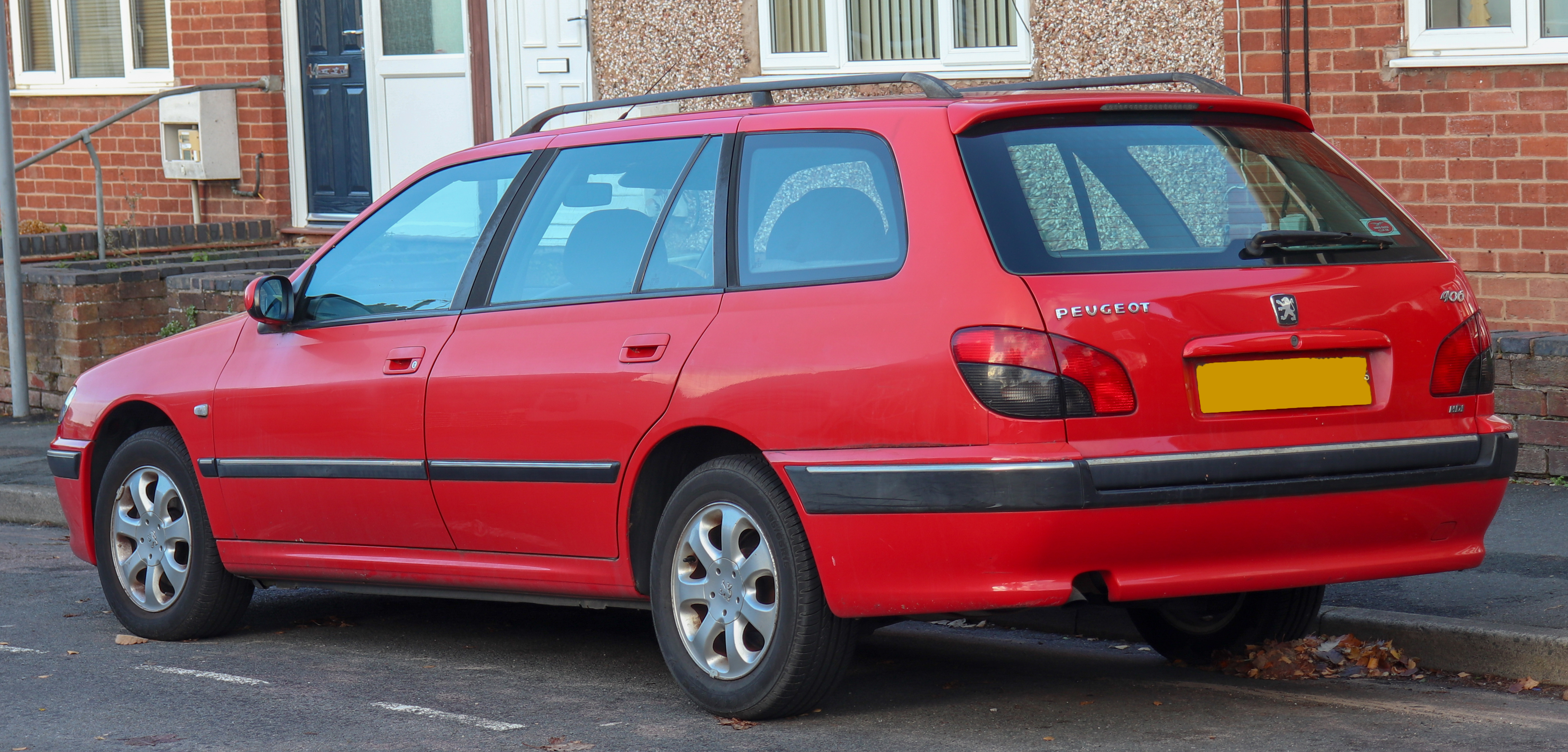
Peugeot 406 SW

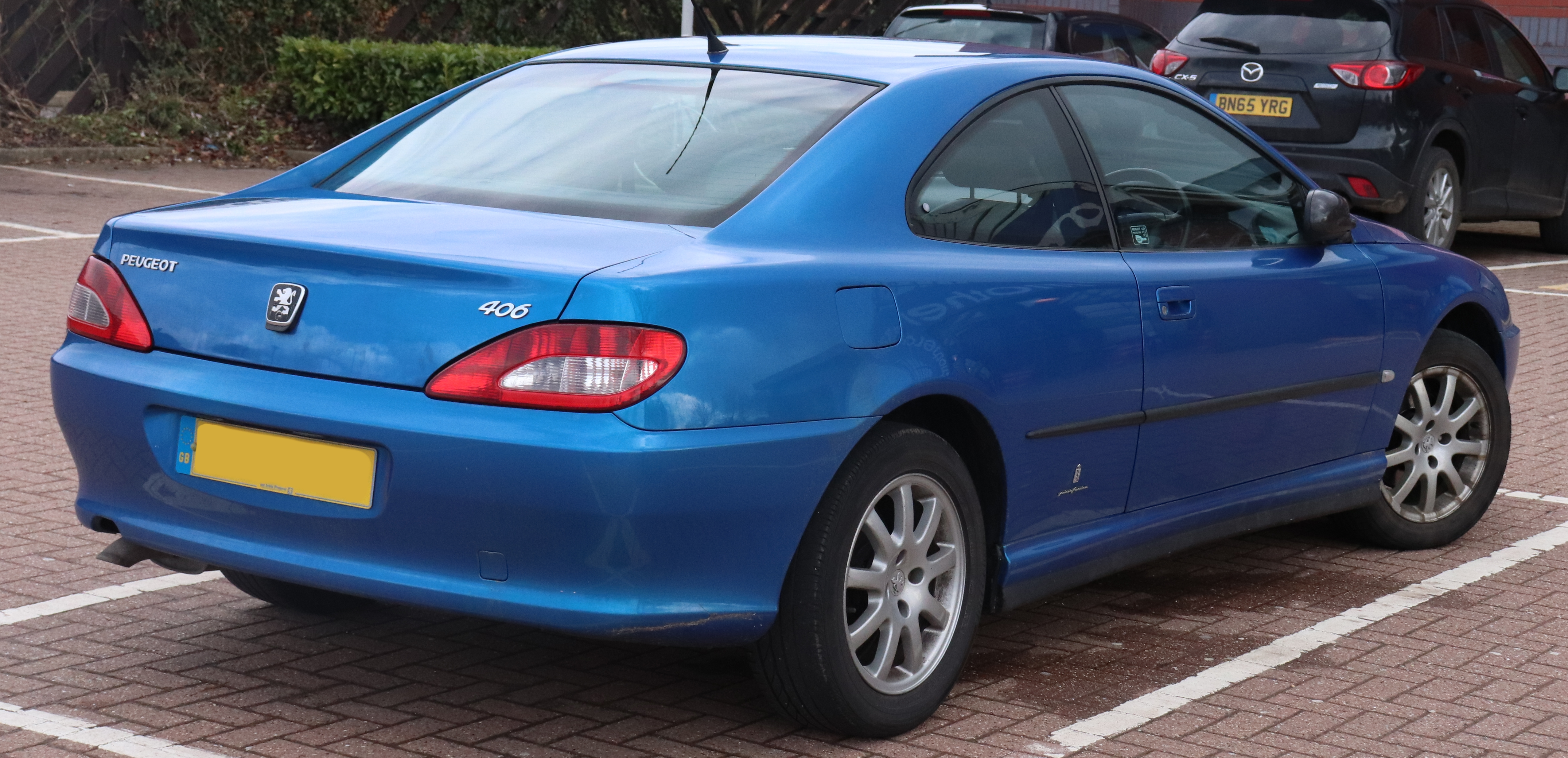
Peugeot 406 Coupé

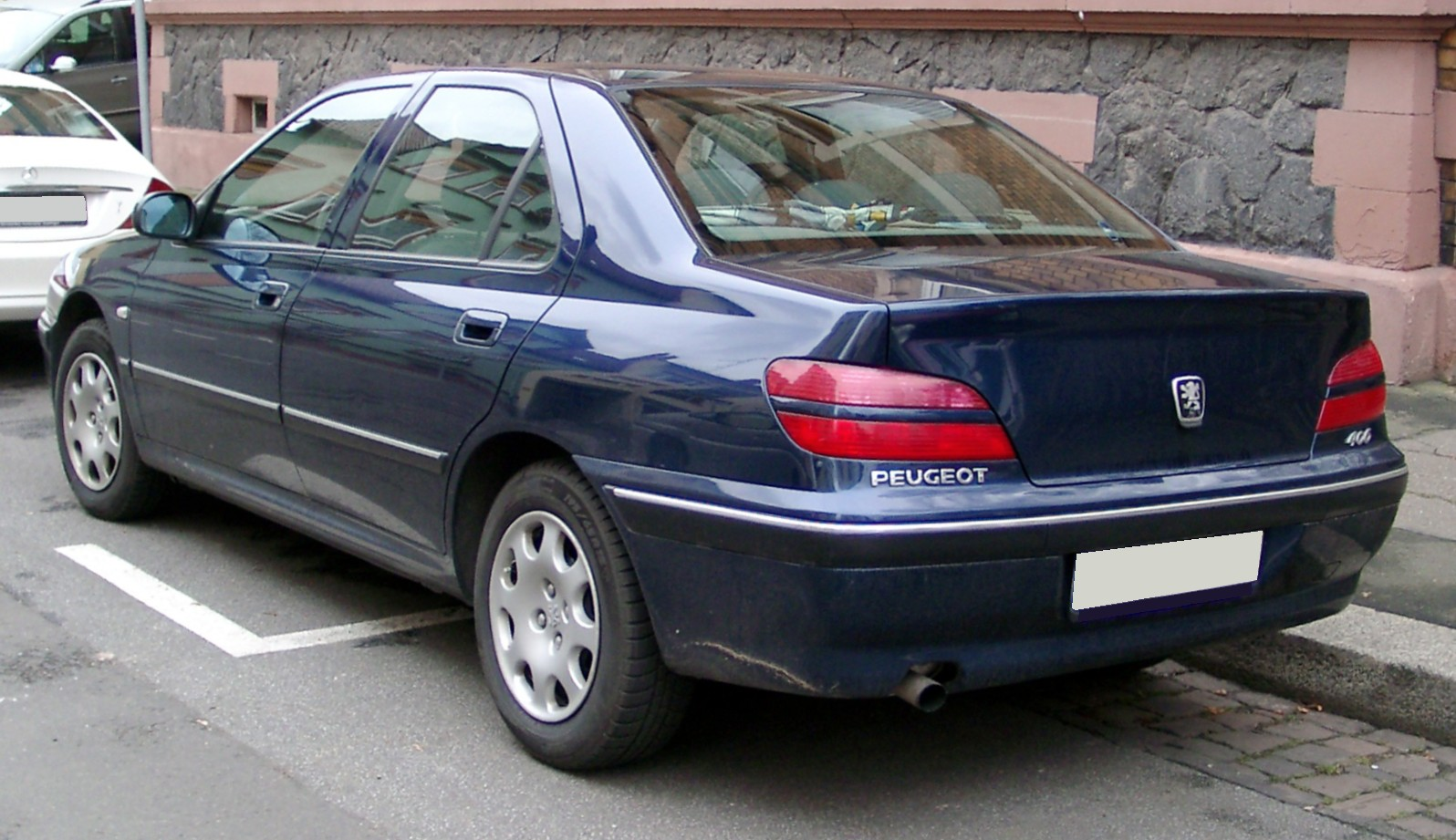
Peugeot 406 – tył po liftingu

Samochód został po raz pierwszy zaprezentowany w 1995 roku jako następca modelu 405. Auto zbudowane zostało na tej samej płycie podłogowej co Citroën Xantia. W przeciwieństwie do Citroëna, auto pozbawione zostało hydropneumatycznego zawieszenia. W 1999 roku auto przeszło face lifting. Zmodernizowano m.in. pas przedni pojazdu w którym zastosowano nowy wzór atrapy chłodnicy oraz reflektorów. Zasłynął z filmu "Taxi" w którym był podrasowany i przekraczał 300 km/h. W plebiscycie na Europejski Samochód Roku 1996 model zajął 2. pozycję (za Fiatem Bravo/Brava).
Standardowe wyposażenie pojazdu obejmowało m.in. system ABS, 4 poduszki powietrzne, a w lepszych wersjach także skórzaną tapicerkę oraz nawigację satelitarną.

### Peugeot 406 Coupé
W 1996 roku podczas targów motoryzacyjnych w Paryżu zaprezentowana została wersja coupé pojazdu. Pojazd zastąpił model 504 coupé. Zaprojektowany został w Centrum Stylu Peugeota we współpracy z włoską firmą Pininfarina, gdzie był produkowany w latach 1997–2004. Auto otrzymało dynamiczną sylwetkę, jednak wnętrze zostało przejęte od seryjnej wersji modelu 406. Standardowe wyposażenie wersji coupé obejmuje m.in. system ABS, ESP, system wspomagania awaryjnego hamowania oraz tempomat i podgrzewane fotele. Opcjonalnie auto wyposażyć można było m.in. w skórzaną tapicerkę oraz wielofunkcyjną kierownicę.
Pojazd konkurować miał z takimi pojazdami jak: BMW serii 3 coupé, Fiat Coupé, Ford Cougar, Mercedes-Benz W208 oraz Volvo C70. Produkcję pojazdu zakończono w 2004 roku po wytworzeniu 107 631 egzemplarzy.
Samochód otrzymał tytuł najpiękniejszego coupé na świecie, The Most Beautiful Coupé of the World 1997.

### Silniki
Benzynowe:
- R4 1.6 8V – 90 KM (XU5JP)
- R4 1.8 8V – 90 KM (XU7JB)
- R4 1.8 16V – 110 KM (XU7JP4)
- R4 1.8 16V – 116 KM (EW7J4)
- R4 2.0 16V – 132 KM (XU10J4R)
- R4 2.0 16V – 135 KM (EW10J4)
- R4 2.0 16V – 136 KM (EW10J4)
- R4 2.0 HPI 16V – 140 KM (EW10D)
- R4 2.0 Turbo 8V – 147 KM (XU10J2CTE)
- R4 2.2 16V – 158 KM (EW12J4)
- V6 24V 2.9 (2946 cm³) – 194 KM (ES9J4)
- V6 2.9 (2946 cm³) – 207 KM (ES9J4S)

Wysokoprężne:
- R4 1.9 D – 75 KM (XUD9SD)
- R4 1.9 TD – 90 KM (XUD9BTF)
- R4 1.9 TD – 92 KM (XUD9TE,XUD9TF)
- R4 2.0 HDi – 90 KM (DW10TD)RHY
- R4 2.0 HDi – 107 KM (DW10ATED)RHS
- R4 2.0 HDi – 109 KM (DW10ATED)RHZ
- R4 2.1 TD – 109 KM 250 Nm (XUD11BTE)
- R4 2.2 HDi – 136 KM 314 Nm (DW12TED4)